# Gräfenhainichen
Gräfenhainichenⓘ là một đô thị thuộc huyện Wittenberg, bang Saxony-Anhalt, Đức.

### Thành phố kết nghĩa
Gräfenhainichen maintains partnerships with the following towns:
- Laubach, Hesse, since 1992
- Élancourt, Pháp, since 2003
- Zoersel, Bỉ, since tháng 8 năm 2005